# Margaret Scherf
Pour les articles homonymes, voir Scherf (homonymie).
Margaret Scherf, née le 1er avril 1908 à Fairmont, en Virginie-Occidentale, et décédée le 12 mai 1979 au sud de la ville de Kalispell au Montana, est une autrice américaine de roman policier.

## Biographie
Fille d’un professeur de collège, elle est élevée et est successivement inscrite à plusieurs écoles des états du New Jersey et du Wyoming, avant que sa famille ne s’établisse à Cascade. En 1928, avant d’obtenir son diplôme, elle met un terme à ses études au Antioch College de l’Ohio, pour accepter un poste de secrétaire chez un éditeur de New York. L’année suivante, elle quitte cet emploi et travaille à temps partiel comme secrétaire pour un magazine et, le reste du temps, comme rédactrice pour la Wise Book Company. 
Pendant la Deuxième Guerre mondiale, elle est secrétaire pour la marine à Brooklyn.  Elle décide au même moment de se lancer dans l’écriture.  Son premier roman policier, The Corpse Grows a Beard, est publié avec succès en 1940.  Après la guerre, elle devient écrivain à plein temps et retourne dans le Montana. À l’âge de 57 ans, elle épouse le propriétaire d’une cerisaie, puis achète et gère une boutique d’antiquités, tout en continuant de publier. Sa passion pour la politique la pousse à se présenter comme représentante démocrate et elle est élue à la législature du Montana. Elle meurt tragiquement le 12 mai 1979, happée par un chauffard en état d’ébriété au sud de la ville de Kalispell.
Pendant sa carrière littéraire, elle donne des whodunits qui se démarquent des œuvres d'Agatha Christie, qu'elle admire, par leur côté espiègle et humoristique, voire burlesque. Elle a donné vie à plusieurs héros récurrents : le lieutenant Ryan, le pacifique et assez lent Martin Buell, prêtre d’une église épiscopale du Colorado, Emily et Henry Bryce, un couple new-yorkais de décorateurs d’intérieur qui ne sont pas sans rappeler les North créés par Frances et Richard Lockridge, enfin le Dr Grace Severance, une pathologiste à la retraite du Sud-Ouest américain.
Elle a également écrit quelques romans de littérature d’enfance et de jeunesse, dont un  volume de la série Alice sous le pseudonyme-maison de Caroline Quine.

## Œuvre

### Romans

#### SérieLieutenant Ryan
- The Owl in the Cellar (1945)
- Murder Makes Me Nervous (1948)

#### SérieMartin Buell
- Always Murder a Friend (1948)
- For the Love of Murder ou Gilbert's Last Toothache (1950) Publié en français sous le titre La Mort aux dents, Paris, Plon, Le Ruban noir no 5, 1954
- The Curious Custard Pie ou Divine and Deadly (1950)
- The Elk and the Evidence (1952)
- The Cautious Overshoes (1956)
- Never Turn Your Back (1959)
- The Corpse in the Flannel Nightgown (1965)

#### SérieEmily et Henry Bryce
- The Gun in Daniel Webster's Bust (1949) Publié en français sous le titre La Cape de vison, Paris, Librairie des Champs-Élysées, Le Masque no 414, 1952 ; réédition, Paris, Librairie des Champs-Élysées, Le Club des Masques no 131, 1971
- The Green Plaid Pants ou The Corpse with One Shoe (1951)
- Glass on the Stairs (1954)
- The Diplomat and the Gold Piano ou Death and the Diplomat (1963)

#### SérieDrGrace Severance
- The Banker's Bones (1968)
- The Beautiful Birthday Cake (1971)
- To Cache a Millionaire (1972) Publié en français sous le titre Une petite vieille trop curieuse, Paris, Librairie des Champs-Élysées, Le Masque  no 1334, 1952 ; réédition, Paris, Librairie des Champs-Élysées, Le Club des Masques no 375, 1979
- The Beaded Banana (1978)

#### Autres romans policiers
- The Corpse Grows a Beard (1940)
- The Case of the Kippered Corpse (1941)
- They Came to Kill (1942)
- The Sole Survivor et The Kinsard Affair (1952), deux courts romans écrits en collaboration avec Roy Vickers
- Dead: Senate Office Building ou The Case of the Hated Senator (1953)
- Judicial Body (1957)
- If You Want a Murder Well Done (1974) Publié en français sous le titre Prenez garde, Adeline, Paris, Librairie des Champs-Élysées, Le Masque no 1444, 1952
- Don't Wake Me Up While I'm Driving (1977)

#### Roman non-policier
- The Wedding Train (1960)

### Littérature d’enfance et de jeunesse

#### Romans de la sérieAlice Roypublié sous le nom-maisonCaroline Quine
- The Secret of the Wooden Lady (1950) Publié en français sous le titre Alice et le Corsaire, Paris, Hachette, collection Bibliothèque verte no 100, 1958 ; réédition, Paris, Hachette, collection Bibliothèque verte, 1968 ; réédition, Paris, Hachette, collection Idéal-Bibliothèque, 1969 ; réédition, Paris, Hachette, collection Bibliothèque verte, 1977 ; réédition, Paris, Hachette, collection Bibliothèque verte, 1986

#### Autres romans
- The Mystery of the Velvet Box (1963)
- The Secret of the Shaky Staircase (1965)
- The Mystery of the Empty Trunk (1966)

### Nouvelles
- The Man with Nine Toes (1952)
- The Man Who Liked Roquefort (1960)

## Sources
- Jacques Baudou et Jean-Jacques Schleret, Les Métamorphoses de la chouette : Détective-club, Paris, Futuropolis, 1986, 191 p. (ISBN 978-2-7376-5488-6), p. 396-397.
- (en) John M. Reilly (Ed.), Twentieth-Century Crime and Mystery Writers, New York, St. Martin's Press, coll. « Twentieth-century writers of the English language », 1982 (réimpr. 1991), 2e éd., 1568 p. (ISBN 978-0-312-82417-4, OCLC 6688156), p. 793-794.